# Pilia escheri
Pilia escheri är en spindelart som beskrevs av Eduard Reimoser 1934. Pilia escheri ingår i släktet Pilia och familjen hoppspindlar. Inga underarter finns listade i Catalogue of Life.